# Mirage (album de Camel)
Pour les articles homonymes, voir Mirage (homonymie).
Albums de Camel
Camel
(1973) The Snow Goose
(1975)
Mirage est le deuxième album studio du groupe rock progressif britannique Camel. Il est sorti le 1er mars 1974 sur le label Deram et a été produit par David Hitchcock.

## Historique
Cet album a été enregistré dans sa presque totalité dans les studios Island de Londres en 1973. Des enregistrements complémentaires ont été effectués dans le studio no 2 de la maison de disque Decca et dans les studios AIR où se déroule aussi le mixage. 
Il n’apparaît pas dans les classements britanniques mais atteint la 149e place du Billboard 200 aux États-Unis. En 2015, il se classe à la 21e place des meilleurs albums de rock progressif de tous les temps par le magazine Rolling Stone.
La pochette de l'album pastiche le logo et le graphisme du paquet de cigarettes de la marque Camel. La version américaine utilise un autre visuel,.
L'album est réédité en 2002 avec quatre titres bonus dont trois enregistrés pendant un concert donné au Marquee Club de Londres le 30 octobre 1974.

## Liste des titres
Face 1
| No | Titre                                      | Auteur         | Durée |
| -- | ------------------------------------------ | -------------- | ----- |
| 1. | Freefall                                   | Peter Bardens  | 5:53  |
| 2. | Supertwister                               | Bardens        | 3:22  |
| 3. | Nimrodel / The Procession/ The White Rider | Andrew Latimer | 9:17  |

Face 2
| No | Titre                                                | Auteur                                     | Durée |
| -- | ---------------------------------------------------- | ------------------------------------------ | ----- |
| 4. | Earthrise                                            | Bardens, Latimer                           | 6:40  |
| 5. | Lady Fantasy (Encounter/Smiles for You/Lady Fantasy) | Bardens, latimer, Andy Ward, Doug Ferguson | 12:45 |

Titres bonus (réédition 2002)
| No | Titre                                                                                                   | Auteur  | Durée |
| -- | --- | ------- | ----- |
| 6. | Supertwister (live at the Marquee Club, 30/10/1974)                                                     | Bardens | 3:14  |
| 7. | Mystic Queen (live at the Marquee Club, 30/10/1974)                                                     | Bardens | 6:09  |
| 8. | Arubaluba (live at the Marquee Club, 30/10/1974)                                                        | Bardens | 7:44  |
| 9. | Lady Fantasy (Encounter / Smiles for You / Lady Fantasy) (Original Basing Street studios mix, nov.1973) | Latimer | 12:59 |

## Musiciens
- Andrew Latimer : chant, guitare, flûte
- Peter Bardens : claviers
- Doug Ferguson : chant, basse
- Andy Ward : batterie

## Charts
| Pays       | Chart         | Durée du classement | Meilleur classement |
| ---------- | ------------- | ------------------- | ------------------- |
| États-Unis | Billboard 200 | 13 semaines         | 149e                |

## Sources
- (en) Cet article est partiellement ou en totalité issu de l’article de Wikipédia en anglais intitulé « Mirage (Camel album) » (voir la liste des auteurs).